# Cleantis tubicola
Cleantis tubicola är en kräftdjursart som först beskrevs av Thomson 1885.  Cleantis tubicola ingår i släktet Cleantis och familjen Holognathidae.
Artens utbredningsområde är havet kring Nya Zeeland. Inga underarter finns listade i Catalogue of Life.